# عبد الهادي صلاح
عبد الهادي صلاح لاعب كرة قدم قطري، ولد في (30 مارس 1995). 
مثل نادي لخويا في الفئات السنية و نادي المرخية النادي العربي ونادي الشمال ونادي معيذر.